# Guo Shoujing
Guo Shoujing (郭守敬S, Guō ShǒujìngP, Kuo1 Shou3-ching4W) (Xingtai, 1231 – 1314 o 1316), nome di cortesia Ruosi (若思), fu un astronomo, ingegnere e matematico cinese, vissuto durante la dinastia Yuan (1271-1368).
In seguito Johann Adam Schall von Bell (1591-1666) fu così impressionato dagli strumenti astronomici preservati di Guo che lo chiamò "il Tycho Brahe della Cina". Jamad ad-Din, astronomo persiano vissuto alla corte di Kublai Khan, cooperò spesso con lui.

## Gli inizi
Guo Shoujing nacque nel 1231 a Xingtai, provincia di Hebei, in Cina, da una famiglia povera. Fu allevato principalmente da suo nonno paterno, Guo Yong, che era famoso in tutta la Cina per la sua competenza in un'ampia varietà di temi, che andavano dallo studio dei Cinque Classici all'astronomia, alla matematica e all'idraulica. Guo Shoujing fu un bambino prodigio, mostrando un talento eccezionale. Verso l'adolescenza, si procurò lo schema per un orologio ad acqua sul quale suo nonno stava lavorando e ne comprese i principi di funzionamento. Migliorò il progetto di un tipo di orologio ad acqua chiamato clessidra del loto, una sorta di clessidra ad acqua con in cima una scodella a forma di fior di loto nella quale gocciolava l'acqua. Dopo aver padroneggiato la costruzione di tali orologi ad acqua, cominciò a studiare matematica all'età di 16 anni. Dalla matematica, cominciò a comprendere l'idraulica, oltre all'astronomia.

## Vita successiva
All'età di 20 anni, Guo divenne un ingegnere idraulico. Nel 1251, come funzionario governativo, partecipò alla riparazione di un ponte sopra il fiume Dahuoquan. Alla fine degli anni 1250, Kublai Khan divenne Khan e sovrano della maggior parte della Cina, che era allora sotto il dominio mongolo. Kublai Khan si rese conto dell'importanza dell'ingegneria idraulica, dell'irrigazione e del trasporto dell'acqua, che riteneva potesse alleviare le sommosse all'interno dell'impero, e mandò Liu Bingzhong e il suo studente Guo a esaminare questi aspetti nell'area tra Dadu (ora Pechino) e il Fiume Giallo. Per procurare a Dadu un nuovo rifornimento d'acqua, Guo fece costruire un canale di 30 km per portare l'acqua dalla sorgente di Baifu nel Monte Shenshan fino a Dadu, il che richiese un collegamento attraverso diversi bacini fluviali, canali con chiuse per controllare il livello dell'acqua. Il Gran Canale, che congiungeva i sistemi fluviali dello Yangtze, dello Huai e dello Huang fin dall'inizio del VII secolo, fu riparato ed esteso fino a Dadu nel 1292-93 con l'uso di corvée (lavoro non retribuito). Dopo il successo di questo progetto, Kublai Khan spedì Guo a gestire progetti simili in altre parti dell'impero. Egli divenne il principale consigliere di idraulica, matematica e astronomia per Kublai Khan.
Guo cominciò a costruire dispositivi per l'osservazione astronomica. A lui è attribuita l'invenzione dello gnomone, della tavola quadrata, della sfera armillare (o armilla) ridotta o semplificata e di una sfera armillare azionata ad acqua chiamata Ling Long Yi. Lo gnomone si usa per misurare l'angolo del sole, per determinare le stagioni ed è la base della meridiana, ma Guo Shoujing riprogettò questo strumento per renderlo molto più accurato e ne migliorò la capacità di indicare l'ora più precisamente. La tavola quadrata era usata per misurare l'azimut dei corpi celesti con il metodo dell'altezza uguale e poteva anche essere usata come protrattore. La sfera armillare ridotta o semplificata si usava per misurare l'angolo del sole, come pure la posizione di qualsiasi corpo celeste. Il Ling Long Yi è simile alla sfera armillare ridotta, solo più grande, più complesso e più accurato.  Kublai Khan, dopo aver osservato la maestria di Guo in campo astronomico, ordinò che lui, Zhang e Wang Xun creassero un calendario più accurato. Essi costruirono 27 osservatori in tutta la Cina alla socpo di ottenere osservazioni complete per il loro calcoli. Nel 1280, Guo completò il calendario, calcolando che un anno era di 365,2425 giorni, appena 26 secondi in meno dell'attuale misurazione dell'anno. Nel 1283, Guo fu promosso direttore dell'Osservatorio di Pechino e, nel 1292, divenne capo dell'Ufficio delle opere idrauliche. Nel corso della sua vita fece anche un esteso lavoro sulla trigonometria sferica. Dopo la morte di Kublai Khan, Guo continuò ad essere un consigliere dei successori di Kublai, dedicandosi all'idraulica e all'astronomia.

## Morte
L'anno della sua morte è variamente riportato come il 1314 o il 1316.

## Analisi dei suoi contributi
Guo Shoujing ebbe un'influenza fondamentale nello sviluppo della scienza in Cina. Gli strumenti che inventò per l'astronomia gli permisero di calcolare una lunghezza adeguata per l'anno, che mise in grado la cultura cinese di istituire un intero nuovo sistema di date e ore esatte, consentendo una registrazione sempre più accurata degli eventi storici e un senso di continuità in tutto il paese. Il calendario stabilizzò la cultura cinese fornendo alle dinastie successive un più efficace strumento di governo. Attraverso la sua opera in astronomia, fu anche in grado di stabilire più accuratamente l'ubicazione dei corpi celesti e gli angoli del Sole rispetto alla Terra. Guo inventò inoltre uno strumento che poteva essere usato come bussola astrologica, aiutando le persone a trovare il nord usando le stelle invece dei magneti.
Nel campo dell'idraulica, anche in giovane età, Guo stava rivoluzionando le vecchie invenzioni. Il suo lavoro sugli orologi, l'irrigazione, i serbatoi e le posizioni di equilibrio all'interno di altre macchine permise un risultato più efficace o accurato. Gli orologi che perfezionò attraverso il suo lavoro in idraulica consentirono una lettura dell'ora estremamente accurata. Per l'irrigazione, fornì sistemi idraulici che distribuivano l'acqua in modo uniforme e rapido, il che permise alle comunità di commerciare in modo più efficace e perciò di prosperare. La sua più memorabile conquista ingegneristica fu il lago artificiale di Kunming a Pechino, che forniva acqua a tutta l'area circostante di Pechino e consentiva il miglior sistema di trasporto dei cereali del paese. Il suo lavoro con altri serbatoi permise alle popolazioni della Cina interna di avere accesso all'acqua per coltivare, bere e commerciare. L'opera di Guo in matematica fu considerata come la più erudita in Cina per 400 anni. Guo si occupò di trigonometria sferica, usando un sistema di approssimazione per trovare le lunghezze e gli angoli degli archi. Stabilì che pi greco era uguale a 3, portando a una complessa sequenza di equazioni che determinò una risposta più accurata di quella che sarebbe risultata se avesse fatto la stessa sequenza di equazioni, ma avendo invece pi greco uguale a 3,1415.
Poiché altri cominciarono ad espandere la sua opera, l'autenticità di essa fu messa in discussione. Alcuni ritengono che Guo abbia sfruttato idee matematiche e teoriche sviluppate in Medio Oriente e le abbia usate come sue, prendendone tutto il credito. Tuttavia, egli non lasciò mai la Cina, il che avrebbe reso per lui più difficile accedere a idee di altri. Peraltro, Guo fu assai apprezzato in tutta la storia, da molte culture, come un precursore del calendario gregoriano nonché come l'uomo che perfezionò le tecniche di irrigazione nel nuovo millennio. Molti storici lo considerano come il più eminente astronomo, ingegnere e matematico cinese di tutti i tempi.
Il suo calendario sarebbe stato usato per i successivi 363 anni, il più lungo periodo durante la storia cinese. Egli usò anche funzioni matematiche nella sua opera relativa all trigonometria sferica, basandosi sulla conoscenza dell'opera anteriore sulla trigonometria di Shen Kuo (1031-1095). È dibattuto tra gli studiosi se il suo lavoro sulla trigonometria fosse o no basato interamente sull'opera di Shen, o se fosse parzialmente influenzato dalla matematica islamica che era largamente accettata alla corte di Kublai. Sal Restivo asserisce che l'opera di Guo Shoujing sulla trigonometria fu direttamente influenzata da quella di Shen. Un'opera importante sulla trigometria in Cina non sarebbe stata più stampata fino agli sforzi collaborativi di Xu Guangqi e del suo collega gesuita italiano Matteo Ricci nel 1607, durante la tarda dinastia Ming.

## Influenza
Guo Shoujing fu citato da Tang Shunzhi 唐順之 (1507-1560) come un esempio di solida erudizione pratica, anticipando l'ascesa della Scuola di pensiero di Changzhou e la diffusione del "sapere evidenziale".
L'asteroide 2012 Guo Shou-Jing prende nome da lui, così come il telescopio LAMOST (Large Sky Area Multi-Object Fibre Spectroscopic Telescope) vicino a Pechino.